# Ведьмино окно

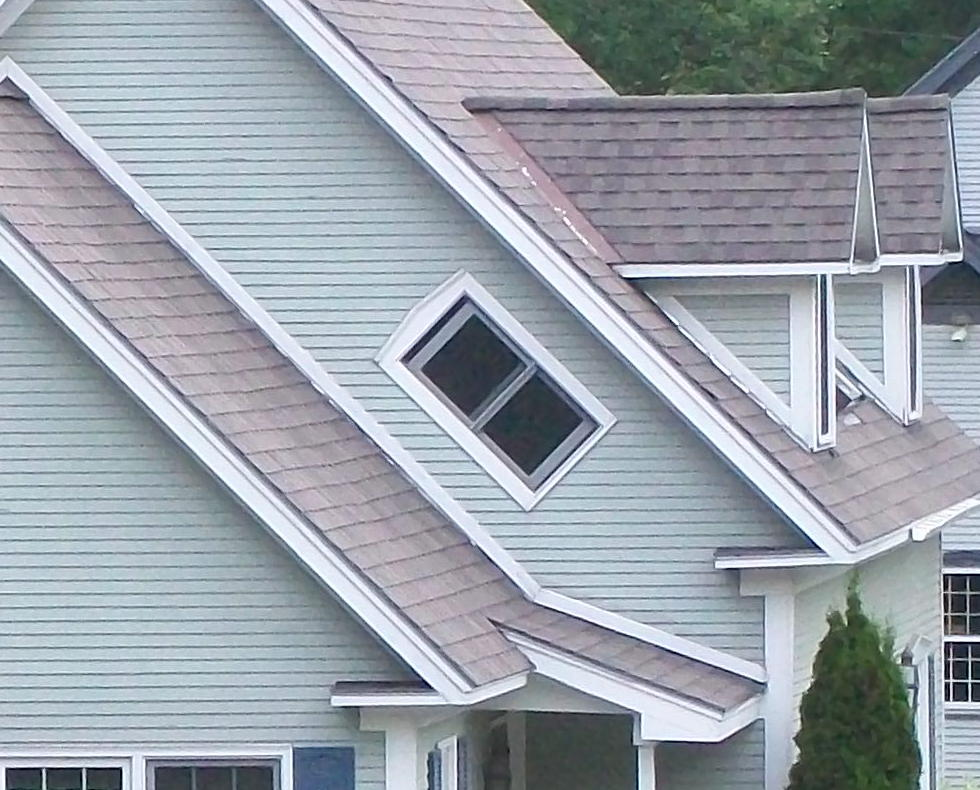
Вермонтское или ведьмино окно.

В американской народной архитектуре ведьмино окно (англ. witch window) (также вермонтское окно, англ. Vermont window) — окно на щипцовой стене дома, расположенное под углом ок. 45 градусов так, что его длинная сторона параллельна уклону крыши. Такой наклон позволяет разместить окно стандартного размера в узком длинном пространстве стены между двумя смежными линиями крыши.
Ведьмины окна встречаются почти исключительно в пределах или вблизи американского штата Вермонт, как правило, в центре и на севере штата. Они главным образом устанавливаются в сельских усадьбах XIX века.

## Причины появления

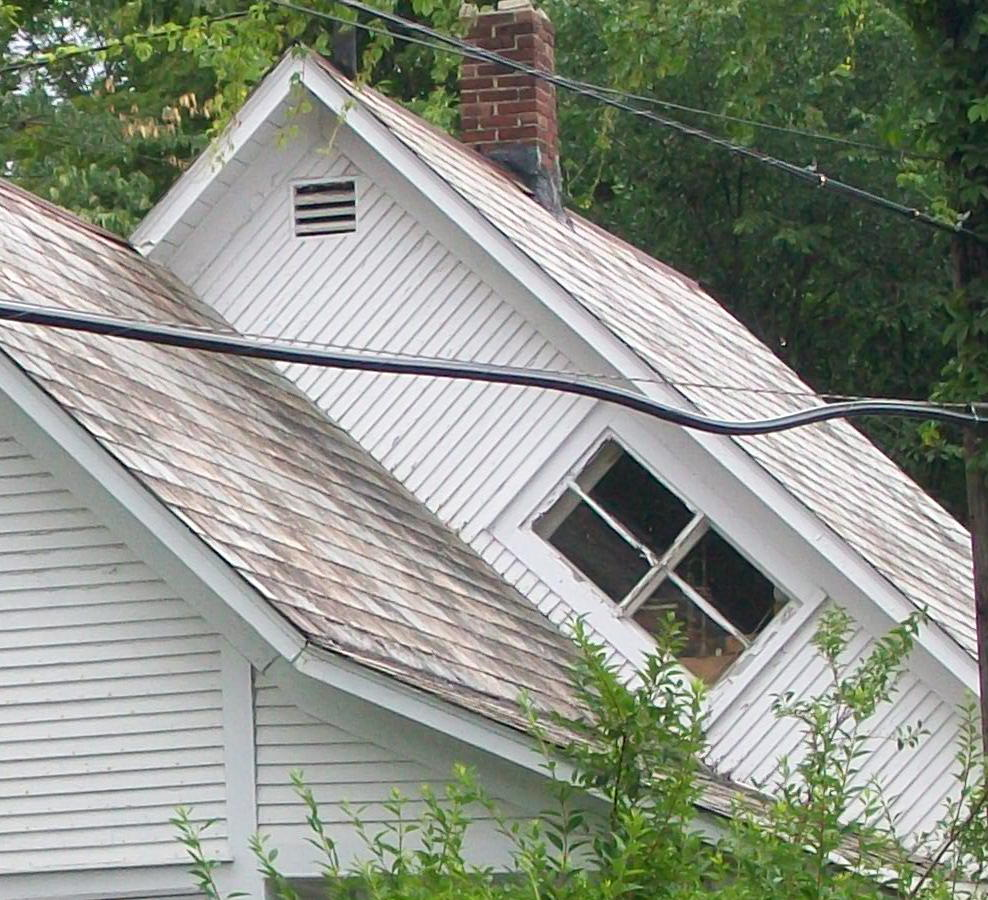
На этом доме сайдинг установлен параллельно наклону окна.

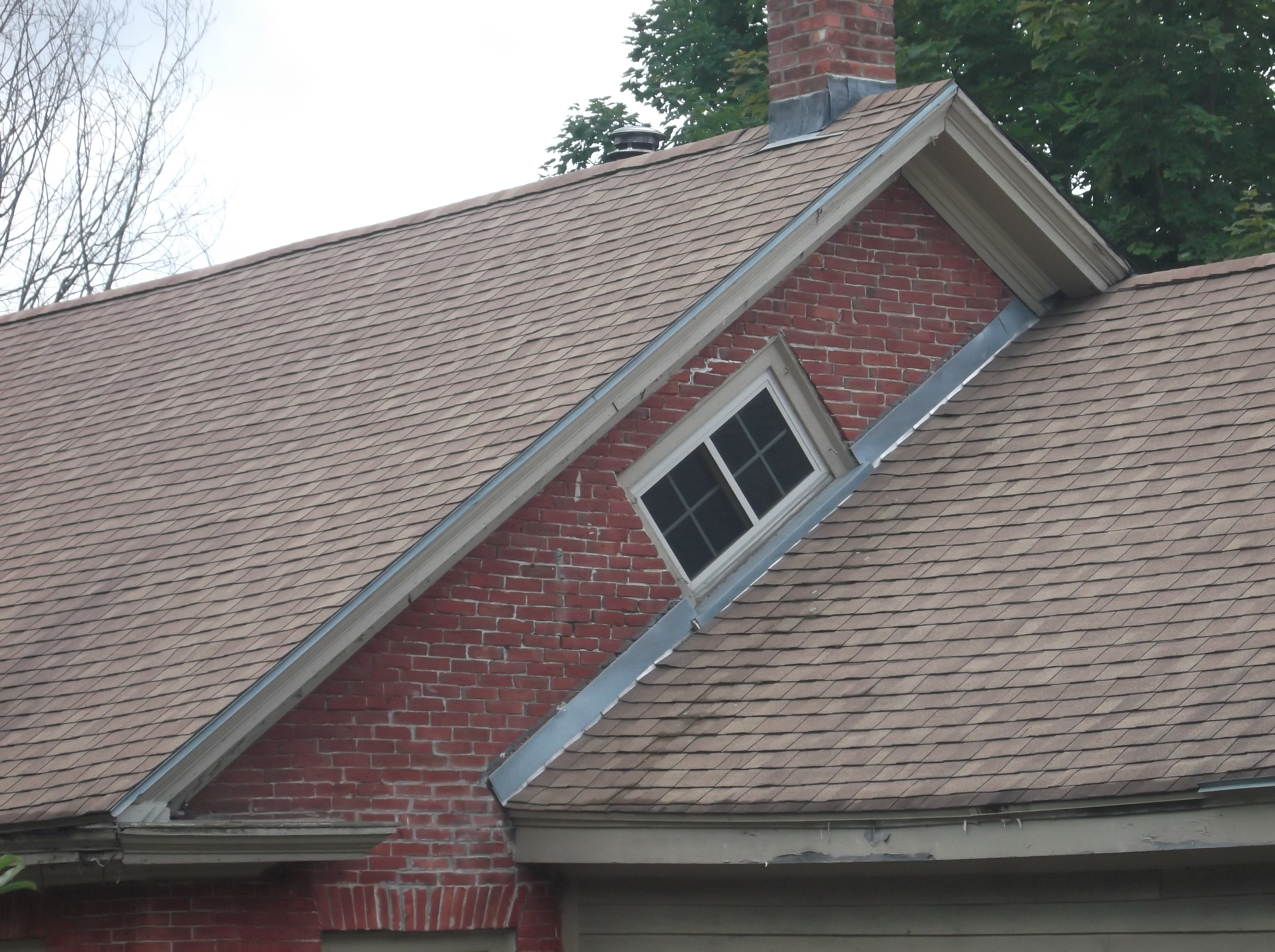
Необычный пример наклонного окна в кирпичном доме.

Мансардные окна редко встречаются в Вермонте, особенно в старых домах, они могут привести к выхолаживанию комнаты; окна в основном размещают на стенах. Когда к дому добавляют пристройку, например кухню или сарай, на щипце для окна остаётся совсем небольшой свободный участок. В отсутствии мансардного окна это может быть единственное окно в комнате на верхнем этаже, при этом установить мансардное окно на крышу довольно сложно, поскольку это предполагает разрезание кровли.
В этих условиях окно размещают на свободном пространстве щипца, поворачивая его параллельно линии крыши. Таким образом удаётся максимизировать площадь окна (и входящего света и воздуха) и избежать покупки или строительства специального небольшого окна. Могут даже использовать то же самое окно, которое находилось на стене ранее.
Другое объяснение наклона окна состоит в том, что таким образом достигается максимально возможное высокое расположение одного из углов окна, что позволяет горячему воздуху выходить летом из дома. Однако, это объяснение выглядит сомнительными, поскольку в Вермонте не так жарко по сравнению с другими местами, и для избавления от жары такие окна можно было бы размещать и на других стенах.
Наклон окна может затруднить покрытие стены дома сайдингом из-за усложнения его резки и ухудшения водонепроницаемости. Для упрощения панели сайдинга также могут устанавливать под наклоном, параллельно окну.

## Происхождение названия
Название «ведьмино окно», по-видимому, происходит от поверья, согласно которому ведьма не может пролететь на метле через окно, если оно повернуто.
«Вермонтское окно» — из-за географического распространения.
Другое название — англ. «coffin window» (гробовое окно). Его происхождение неясно. Выглядят натянутыми объяснения, что оно использовалось для выноса гроба со второго этажа (чтобы не пользоваться узкой лестницей), или что странное расположение окна напоминало гроб.
Названия англ. «sideway» (окольный путь) или англ. «lazy window» (ленивое окно) — от наклона окна.